# Laloa Milford
Pour les articles homonymes, voir Milford.
Pas d'image ? Cliquez ici

a Compétitions nationales et continentales officielles uniquement.

b Matchs officiels uniquement.
Laloa Milford est né le 20 septembre 1976. C’est un joueur de rugby à XV évoluant au poste de trois-quarts aile (1,76 m pour 79 kg).
Auparavant il jouait au rugby à XIII en Australie avec l'équipe de Cronulla Sharks et avec l'équipe des Samoa, au poste d’arrière.

## Carrière

### En club
- 1997-1999 :  Balmain rugby à XIII
- 2000 : Wests Tigers (rugby à XIII)
- 2001-2003 : Salanque Méditerranée Pia XIII  rugby à XIII
- 2003 : Cronulla Sharks (XIII)
- 2004-2005 : Aviron bayonnais (XV)
- 2005-2009 : Castres olympique (XV)

En 2005-06, il a disputé 4 matchs de Coupe d'Europe de rugby avec Castres (2 essais).

## Palmarès
- Finaliste coupe  Lord Derby de rugby à XIII en 2001 avec  Pia